# Димиропулова воденица
Димиропуловата воденица (на гръцки: Υδρόμυλος Δημηρόπουλου) е забележителност на македонския град Драма, Гърция.
Изобилието на води в изворите на Драматица в центъра на Драма са предпоставка за наличието на много воденици. В началото на XX век водениците около изворите за 15, като всички са в ръцете на турци. Първата водна турбина е внесена от компанията „Антониос Зьогас“. В 1922 година след изселването на турците от Драма, някои от водениците са закупени от гърци.
От всички воденици са запазени три на южния бряг на езерото – на Зонке, на Пандулис и на Димиропулос. И трите воденици имат помещения за мелене и помещение за складиране.
Воденицата е построена в първата половина на XIX век, преди 1820 година от турчин, В 1857 година е купена от Димитриос Димиропулос, който преди това работи на воденицата. Достъпът до двора на воденицата е през каменен сводест мост. До него по-късно е построен нов по-широк стоманобетонен мост. Сградата е от типа хоризонтални воденици, т.е. воденичните колела са разположени хоризонтално. В главното помещение на воденицата има четириарков каменен мост над водите на Драматица, чиито арки канализират потока и под които са воденичните колела, а над тях – воденичните камъни. Воденицата е била първоначално с четири чифта хромели. След 1930 година две от двойките каменни хромели са заменени с модерни цилиндри за мелене и воденицата достига капацитет до 12 тона на ден.